# Thomas von Heesen
Thomas von Heesen (Höxter, 1961. október 1. –) korosztályos nyugatnémet válogatott német labdarúgó, középpályás, edző.

## Pályafutása

### Klubcsapatban
1980 és 1994 között a Hamburger SV labdarúgója volt, ahol két nyugatnémet bajnoki címet és egy kupagyőzelmet ért el. Tagja volt az 1981–82-idényben UEFA-kupadöntős és az 1982–83-as idényben BEK-győztes csapatnak. 1994 és 1997 között az Arminia Bielefeld játékosa volt.

### A válogatottban
1981 és 1985 között hat alkalommal szerepelt a nyugatnémet U21-es válogatottban. Tagja volt az 1982-es U21-es Európa-bajnoki ezüstérmes csapatnak.

### Edzőként
1998–99-ben az Arminia Bielefeld, 2000–03-ban az 1. FC Saarbrücken vezetőedzője volt. 2004-ben ideiglenes tért vissza az Arminiához, majd 2005 és 2007 között ismét a csapat vezetőedzőjeként dolgozott. 2008-ban az 1. FC Nürnberg szakmai munkáját irányította. 2008 és 2010 között a ciprusi Apóllon Lemeszú, 2011–12-ben az osztrák Kapfenberger SV, 2015-ben a lengyel Lechia Gdańsk vezetőedzője volt.

## Sikerei, díjai

### Játékosként
NSZK U21
- U21-es Európa-bajnokság
  - ezüstérmes: 1982

 Hamburger SV
- Nyugatnémet bajnokság (Bundesliga)
  - bajnok (2): 1981–82, 1982–83
  - 2. (3): 1980–81, 1983–84, 1986–87
- Nyugatnémet kupa (DFB Pokal)
  - győztes: 1987
- Bajnokcsapatok Európa-kupája (BEK)
  - győztes: 1982–83
- UEFA-kupa
  - döntős: 1981–82

 Arminia Bielefeld
- Nyugatnémet bajnokság – másodosztály (Bundesliga 2)
  - 2. (feljutó): 1995–96

### Edzőként
Arminia Bielefeld
- Nyugatnémet bajnokság – másodosztály (Bundesliga 2)
  - bajnok (feljutó): 1998–99